# Żółty Szczyt
Żółty Szczyt (słow. Žltá veža, niem. Gelber Turm, węg. Sárga-torony) – szczyt o wysokości 2387 m n.p.m. znajdujący się w słowackiej części Tatr Wysokich. Leży w bocznej grani Tatr odchodzącej na południowy wschód od Małego Lodowego Szczytu. Od masywu Pośredniej Grani oddzielony jest Pośrednią Przełęczą, natomiast od Drobnej Turni oddziela go przełęcz Żółta Ławka. Wcześniejsze pomiary określały wysokość szczytu na 2385 m.
Żółty Szczyt jest najwybitniejszym szczytem na odcinku pomiędzy Małym Lodowym Szczytem a Pośrednią Granią. Oprócz niego wznoszą się między nimi np. Spąga czy Sokola Turnia. W masywie Żółtego Szczytu, bezpośrednio nad Żółtą Ławką wznosi się samodzielna turnia zwana Żółtą Basztą, oddzielona od jego wierzchołka Żółtymi Wrótkami.
Żółty Szczyt nie jest dostępny dla turystów, nie prowadzą na jego wierzchołek żadne znakowane szlaki turystyczne. Dla taterników najbardziej interesująca jest jego zachodnia ściana opadająca w kierunku Doliny Staroleśnej.

## Historia
Pierwsze wejścia turystyczne:
- K. Bröckelmann i Johann Hunsdorfer junior, 2 sierpnia 1900 r. – letnie,
- Ernő Kátai i Gyula Komarnicki, 4 lutego 1914 r. – zimowe.

## Bibliografia

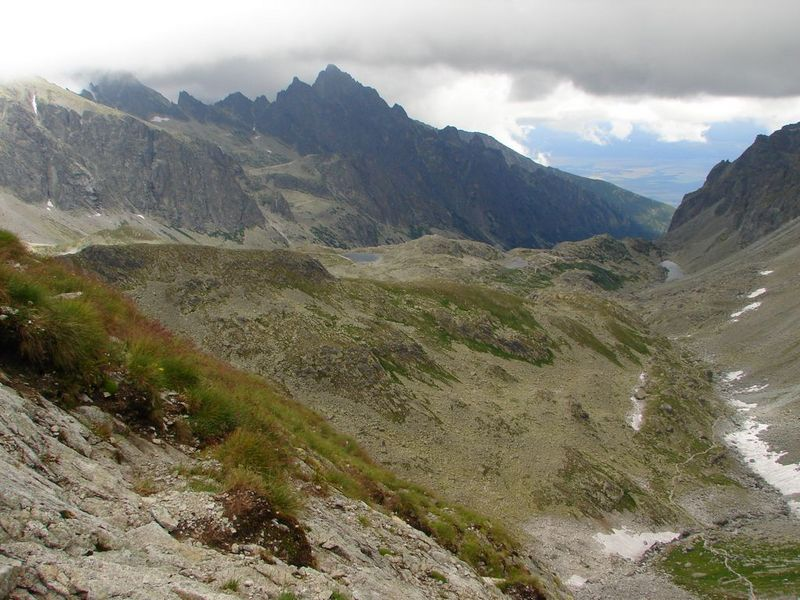
Żółty Szczyt widoczny z Doliny Staroleśnej, na lewo od najwyższego punktu masywu Pośredniej Grani